# Ross Alexander

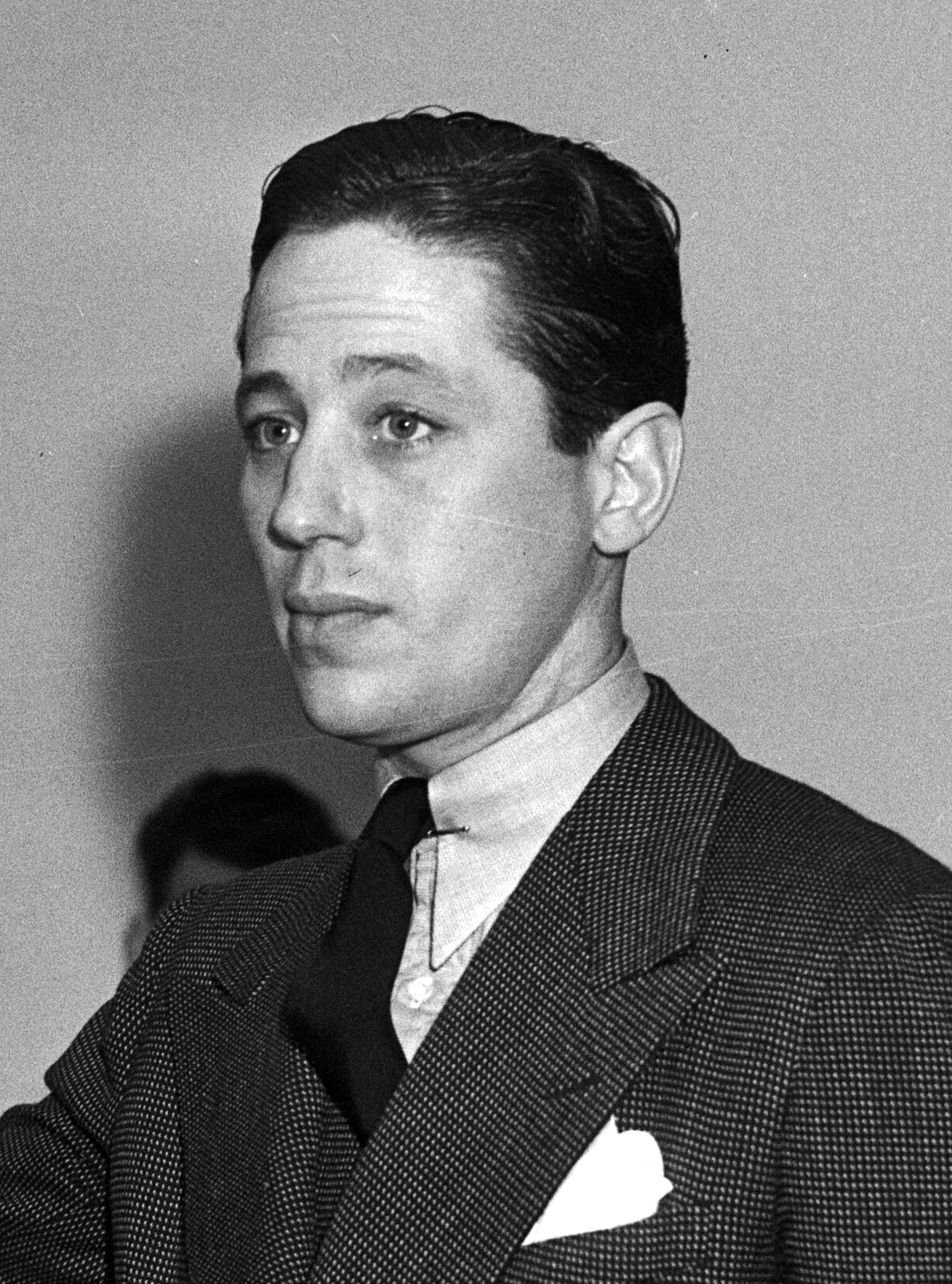
Ross Alexander (1935)

Ross Alexander (* 27. Juli 1907 in Brooklyn, New York als Alexander Ross Smith; † 2. Januar 1937 in Los Angeles, Kalifornien) war ein US-amerikanischer Schauspieler.

## Leben und Wirken
Geboren in Brooklyn, begann Ross Alexander seine Schauspielkarriere Mitte der 1920er-Jahre am Broadway, wo er unter anderem in mehreren Produktionen des Theaterproduzenten und Songschreibers John Golden auftrat. Paramount Pictures wurde auf den jungen Schauspieler aufmerksam und besetzte ihn 1932 in The Wiser Sex an der Seite von Claudette Colbert in einer guten Nebenrolle. Die Resonanz war allerdings enttäuschend und er kehrte für die folgenden zwei Jahre an den Broadway zurück. 1934 unterschrieb er einen Studiovertrag bei Warner Brothers, wo er schnell zu einem Hoffnungsträger des Studios in jungenhaften, oft komödiantischen Rollen wurde.
Seine heute wohl bekanntesten Rollen spielte Alexander im Jahr 1935 als zurückgewiesener Demetrius in der aufwendigen Shakespeare-Verfilmung Ein Sommernachtstraum von Max Reinhardt sowie als unglücklich Verurteilter Jeremy Pitt in Errol Flynns Durchbruchsfilm Unter Piratenflagge. In kleineren Filmen, insbesondere Komödien wie Here Comes Carter oder Hot Money, wurde er von Warner Brothers auch als Hauptdarsteller eingesetzt. Er kultivierte in diesen Filmen oft ein sorgenfreies und kultiviertes, leicht zynisches Image.
Im Gegensatz zu seinen beruflichen Anfangserfolgen in Hollywood verlief sein Privatleben tragisch. Im Dezember 1935 beging seine Ehefrau Aleta Freel – eine erfolglose Schauspielerin – nach einem Streit Suizid mit einer Pistole. Im September 1936 heiratete er die Schauspielerin Anne Nagel, allerdings wollten trotz der Heirat vehemente Gerüchte nicht verstummen, dass er homosexuell sei und nur als Tarnung geheiratet habe. Hinzu kamen finanzielle Probleme. Am 2. Januar 1937 erschoss sich der 29-jährige Alexander, die genauen Beweggründe gelten als nicht mehr rekonstruierbar.
Sein letzter Film Ready, Willing and Able wurde erst nach seinem Tod veröffentlicht, im Preview des Films erhielt Alexander exzellente Kritiken. Der spätere US-Präsident Ronald Reagan – damals Radiomoderator in Iowa – soll daraufhin verpflichtet worden sein, Alexander in seiner nächsten Rolle zu ersetzen.

## Filmografie
- 1932: The Wiser Sex
- 1934: Social Register
- 1934: 1929 – Manhattan N.Y. (Gentlemen Are Born)
- 1934: Gentlemen Are Born
- 1934:	Liebeskadetten (Flirtation Walk)
- 1935:	Maybe It’s Love
- 1935:	Going Highbrow
- 1935: We’re in the Money
- 1935: Ein Sommernachtstraum (A Midsummer Night’s Dream)
- 1935: Der Jazzkadett (Shipmates Forever)
- 1935: Unter Piratenflagge (Captain Blood)
- 1936: Boulder Dam
- 1936: Brides Are Like That
- 1936: Kleine Stadt mit Tradition (I Married a Doctor)
- 1936: Hot Money
- 1936: China Clipper
- 1936: Here Comes Carter
- 1937: Ready, Willing and Able